# Antonio Gandusio
Antonio Gandusio (* 29. Juli 1875 in Rovinj, heutiges Kroatien; † 23. Mai 1951 in Mailand) war ein italienischer Bühnen- und Filmschauspieler sowie Theaterregisseur.

## Leben
Gandusio wurde 1875 in Rovinj im damaligen Österreich-Ungarn als Kind des Zaccaria Gandusio und seiner Frau Maria, geb. Adelmarco, geboren. Er besuchte die Schule in Triest und studierte Rechtswissenschaften an den Universitäten an der Universität La Sapienza und in Genua. Zur Jahrhundertwende wirkte er in zahlreichen Theaterstücken mit. Zwischen 1914 und 1938 spielte er in 34 Filmen mit, in der Anfangszeit meist Stummfilme. Gandusio starb 1951 im Alter von 75 Jahren.

## Filmografie (Auswahl)
| - 1933: La signorina dell'autobus - 1935: Milizia territoriale - 1936: L'antenato - 1936: L'albero di Adamo - 1937: Lasciate ogni speranza - 1938: Eravamo sette vedove - 1938: Per uomini soli - 1939: Cose dell'altro mondo - 1939: L'eredità in corsa | - 1939: Frenesia - 1939: Eravamo sette vedove - 1939: Mille chilometri al minuto! - 1941: Se non son matti non li vogliamo - 1941: Manovre d'amore - 1942: Le signorine della villa accanto - 1942: Hochzeitstag (Giorno di nozze) - 1942: Stasera niente di nuovo - 1942: Gente dell'aria | - 1943: Gioco d'azzardo - 1943: La signora in nero - 1943: Il nostro prossimo - 1943: La vispa Teresa - 1943: Marinai senza stelle - 1943: Il viaggio del signor Perrichon - 1944: Scadenza trenta giorni - 1944: Tre ragazze cercano marito - 1944: Processo alle zitelle | - 1945: Porte chiuse - 1945: La signora è servita - 1946: Lo sconosciuto di San Marino - 1947: L'orfanella delle stelle - 1948: La sirena del golfo |